# دانشگاه سان‌فرانسیسکو دی کیتو
دانشگاه سان‌فرانسیسکو دی کیتو (به اسپانیایی: Universidad San Francisco de Quito) یک دانشگاه در اکوادور است که در کیتو واقع شده‌است.